# Anne-Marie Johnson

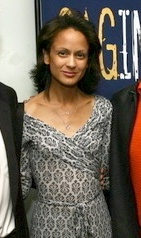
Anne-Marie Johnson (2006)

Anne-Marie Johnson (* 18. Juli 1960 in Los Angeles, Kalifornien) ist eine US-amerikanische Schauspielerin.

## Leben
Anne-Marie Johnson hat an der University of California, Los Angeles studiert. Ihre erste größere Rolle bekam sie 1984 in der Comedyserie Double Trouble. Johnson wurde bekannt in der Rolle als Althea Tibbs, die sie von 1988 bis 1993 in den ersten sechs Staffeln der Fernsehserie In der Hitze der Nacht spielte. Zwischen 1997 und 2002 hatte sie eine wiederkehrende Rolle als Bobbi Latham in der Serie JAG – Im Auftrag der Ehre
Anne-Marie Johnson ist seit 1996 mit dem Schauspieler Martin Grey verheiratet. Von 2005 bis 2010 war sie Vizepräsidentin der amerikanischen Schauspielergewerkschaft Screen Actors Guild.

## Filmografie (Auswahl)
- 1972–1976: Matlock Police (Fernsehserie, 4 Folgen)
- 1984–1985: Double Trouble (Fernsehserie, 3 Folgen)
- 1984–1985: Polizeirevier Hill Street (Hill Street Blues, Fernsehserie, 4 Folgen)
- 1985–1988: What’s Happening Now!! (Fernsehserie, 66 Folgen)
- 1987: Hollywood Shuffle
- 1988: Ghettobusters (I’m Gonna Git You Sucka)
- 1988–1993: In der Hitze der Nacht (In the Heat of the Night, Fernsehserie, 101 Folgen)
- 1989: Robot Jox – Die Schlacht der Stahlgiganten (Robot Jox)
- 1991: The Five Heartbeats
- 1991: Der große Blonde mit dem schwarzen Fuß (True Identity)
- 1991: Strictly Business
- 1992: Why Colors? (Kurzfilm)
- 1993–1994: In Living Color (Fernsehserie, 23 Folgen)
- 1994: Babylon 5 (Fernsehserie, Folge 2x05 Der unsichtbare Feind)
- 1995–1996: Melrose Place (Fernsehserie, 14 Folgen)
- 1997: Asteroid – Tod aus dem All (Asteroid, Fernsehfilm)
- 1997–2002: JAG – Im Auftrag der Ehre (JAG, Fernsehserie, 18 Folgen)
- 2001: The Pursuit of Happyness
- 2002: Through the Fire (Fernsehfilm)
- 2003: Hallo Holly (What I Like About You, Fernsehserie, Folge 1x19)
- 2003: The System (Fernsehserie, 9 Folgen)
- 2003–2004: Girlfriends (Fernsehserie, 6 Folgen)
- 2006: Raven blickt durch (That’s So Raven, Fernsehserie, 7 Folgen)
- 2007–2009: House of Payne (Tyler Perry’s House of Payne, Fernsehserie, 7 Folgen)
- 2007, 2023: Navy CIS (NCIS, Fernsehserie, 2 Folgen)
- 2010: Tripp’s Rockband (I’m in the Band, Fernsehserie, 3 Folgen)
- 2011: Leverage (Fernsehserie, Folge 4x07)
- 2014: Murder in the First (Fernsehserie, Folge 1x01)